# جنگل‌های هیرکانی

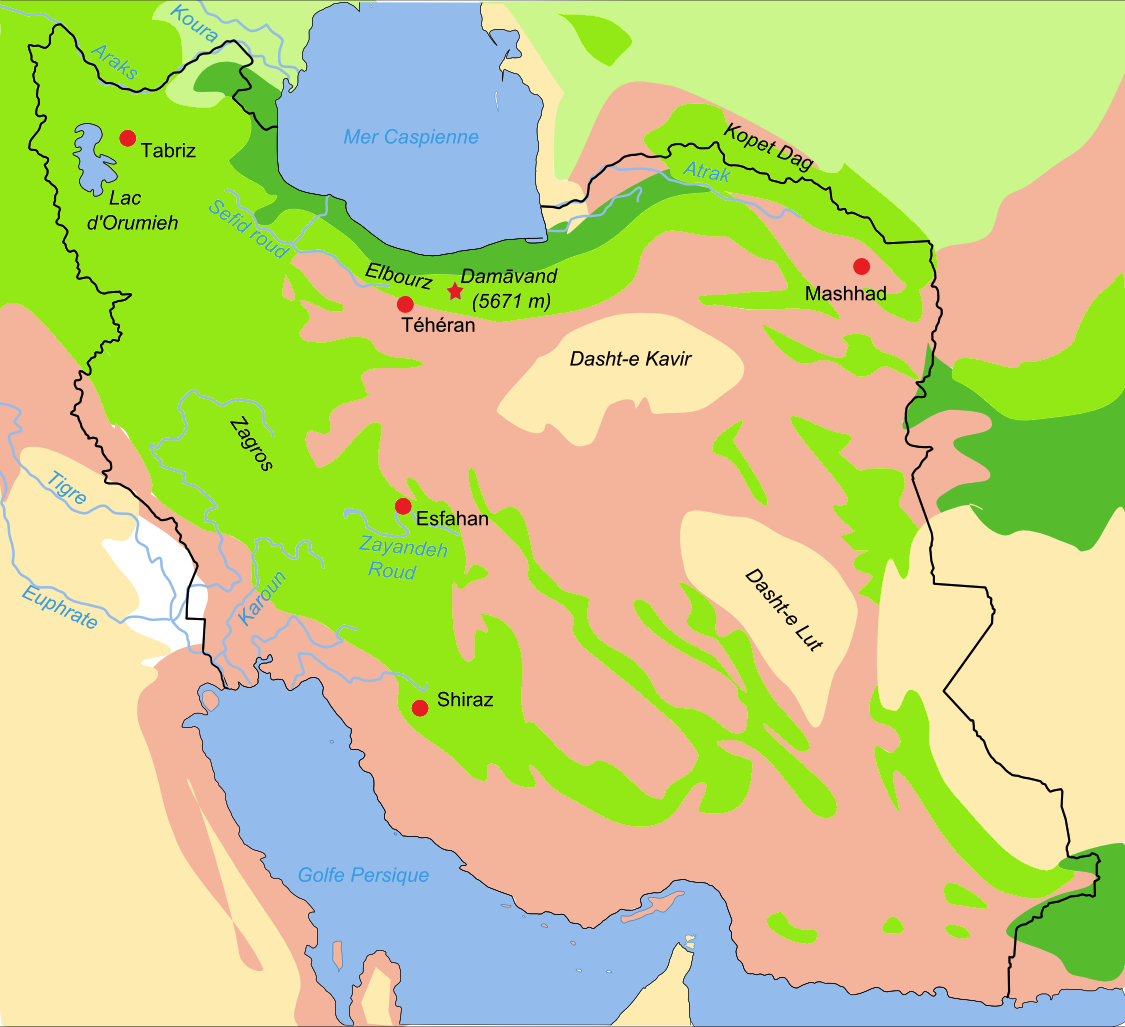
نقشهٔ زی‌جاها در ایران

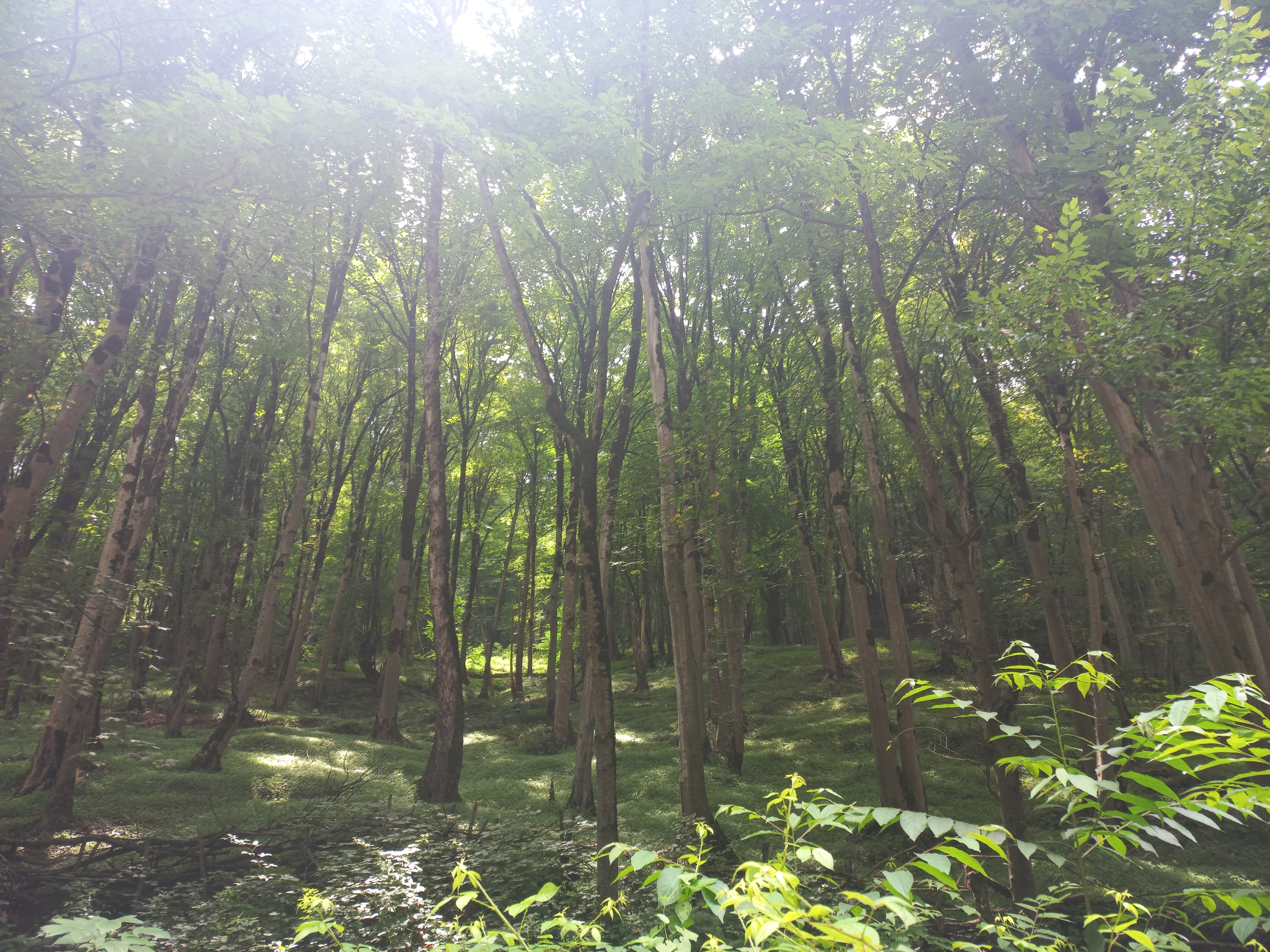
روستای دوگل

جنگل‌های هیرکانی یا جنگل‌های مختلط کاسپینی-هیرکانی (به انگلیسی: Caspian Hyrcanian mixed forests) یک زیست‌منطقه در زیست‌بوم جنگل‌های مختلطِ پهن‌برگِ کرانه جنوبی دریای کاسپین و کناره شمالی البرز به گستره ۵۵٬۰۰۰ کیلومتر مربع (۲۱٬۰۰۰ مایل مربع) (۷٪ گستره ایران) است که در کنارهٔ جنوبی و جنوب باختری دریای کاسپین در بخش‌هایی از پنج استان شمالی ایران قرار گرفته و در دو کشورِ ایران و جمهوری آذربایجان واقع است. این جنگل از منطقه پارک ملی هیرکان جمهوری آذربایجان آغاز و تا استان خراسان شمالی در ایران درازا دارد. استان مازندران ۵۳ درصد، استان گیلان ۲۶ درصد، استان گلستان ۲۱ درصد و جمهوری آذربایجان کمتر از ۱ درصد از جنگل‌های هیرکانی را پوشش می‌دهند. در حالی این پوشش گیاهی ۵۵۰۰۰ کیلومتر مربع گستره دارد که ۵۱ درصد آن تاکنون منقرض شده و تنها از ۱۰٫۳ درصد آن حفاظت می‌شود. در حال حاضر جنگل‌های هیرکانی زیست‌بوم ۲۹۶ گونه پرنده و ۹۸ گونه پستاندار هستند. همچنین ۱۵۰ گیاه بومی درختی و بوته‌ای شمشاد و انجیلی نیز در آن یافت می‌شوند. جنگل‌های هیرکانی در ایران، مورد حفاظت مشترک یگان حفاظت از منابع طبیعی و آبخیزداری، سازمان جنگلها مراتع و آبخیزداری کشور، سازمان حفاظت محیط زیست ایران و سازمان میراث فرهنگی است.

## وجه تسمیه
اصل واژه هیرکانی در فرگرد یکم وندیداد به‌صورت وهرکانه آمده‌است. وهرکانه نهمین سرزمینی است که اهورا مزدا آفرید. این کلمه در یونانی به هیرکانیا تلفظ شده‌است. جنگل‌های هیرکانی نیز وام‌دار همین اسم هستند. بعدتر هیرکانیا نام تاریخی شهر گرگان می‌شود. گرگان تلفظی از هیرکان است. ورک یا ورگ در زبان مازندرانی به معنای گرگ می‌باشد.

## تاریخچه
این جنگل با قدمت ۲۵ تا ۵۰ میلیون سال (دوره پالئوژن) یکی از ارزشمندترین جنگل‌های جهان به‌شمار می‌آید و از آن به عنوان موزه طبیعی یاد می‌شود. در آن زمان بیشتر مناطق معتدل شمالی کره زمین را این‌گونه جنگل‌ها پوشانده بودند. در عصر یخبندان، کواترنری این جنگل‌ها کوچکتر شدند اما با پایان عصر یخبندان دوباره گسترش یافتند.

### ثبت جهانی
در ۲۱ تیر ۱۳۸۵ جمهوری آذربایجان درخواستی را برای ثبت جهانی جنگل‌های هیرکانی به سازمان آموزشی، علمی و فرهنگی ملل متحد (یونسکو) ارائه کرد. با بررسی کارشناسان این سازمان اعلام شد که به دلیل اینکه سهم جمهوری آذربایجان تنها ۲۰ هزار هکتار در مقابل سهم ۲ میلیون هکتاری ایران از این جنگل است، ثبت جهانی این اثر به تنهایی به نام آذربایجان ممکن نیست. پس از آن مقامات فرهنگی ایران پیشنهادی را برای ثبت مشترک این اثر طبیعی به آذربایجان ارائه دادند. این امر به دلیل اختلافات موجود با بن‌بست روبرو شد. از جمله موارد، اختلافی این بود که با وجود قوانین یونسکو برای ثبت نام کشورهای دارای آثار تاریخی و طبیعی مشترک به ترتیب حروف الفبا در اسناد مکتوب خود، ایران مخالف ثبت نام آذربایجان پیش از نام ایران بود. استدلال ایران این بود که سهم اندک آذربایجان از این جنگل هم‌ارز سهم ایران نیست که بتوان صرفاً بر اساس حروف الفبا چیدمان متن سند را مشخص کرد.
بنا بر اعلام دبیرکل کنونی کمیسیون ملی یونسکو در ایران: در چهل و سومین اجلاس کمیته میراث جهانی یونسکو در باکو پایتخت جمهوری آذربایجان، جنگل‌های هیرکانی که از جنگل فندقلو در شهرستان نمین در استان اردبیل تا گلیداغ در خاور استان گلستان کشیده شده‌است، با نظر موافق اعضای کمیته در ۱۴ تیر ۱۳۹۸ در فهرست میراث جهانی قرار گرفت. به گفته همین منبع، این بیست و چهارمین مورد از میراث تاریخی و طبیعی ایران است که در فهرست یونسکو جای می‌گیرد.

## جغرافیا
بوم‌ناحیه هیرکانی در ایران به‌صورت یک نوار طولانی میان ساحل جنوبی دریای کاسپین و کوه‌های البرز کشیده شده‌است. جنگل‌ها بخش‌هایی از پنج استان ایران را دربر می‌گیرد که از شرق به غرب عبارتند از: استان خراسان شمالی، نواحی جنوب و جنوب غربی استان گلستان به همراه بخش‌های شرقی دشت گرگان (۴۲۱٬۳۷۳ هکتار)، استان مازندران، استان گیلان و استان اردبیل.
پارک ملی گلستان در محدوده استان‌های گلستان و مازندران قرار دارد. وسعت جنگل هیرکانی در استان مازندران ۹۶۵٬۰۰۰ هکتار (۳٬۷۳۰ مایل مربع) هکتار برآورد شده‌است که ۴۸۷٬۱۹۵ هکتار (۱٬۸۸۱٫۰۷ مایل مربع) آن به صورت تجاری استفاده می‌شود، ۱۸۴٬۰۰۰ هکتار (۷۱۰ مایل مربع) حفاظت‌شده و مابقی به عنوان اراضی جنگلی یا جنگل‌های بیش از حد استفاده‌شده محسوب می‌شود. مجموع چوب‌های جنگلی مورد استفاده در این استان ۷۷۰٬۵۵۱ متر مکعب (۲۷٬۲۱۱٬۸۰۰ فوت مکعب) مترمکعب برآورد شده‌است. حوضه‌های آبخیز جنگلی کجور، دوهزار و سه‌هزار در استان‌های مازندران، استان گیلان هستند. این جنگل‌ها از ۱ تا ۳ درجه‌بندی می‌شوند که مساحت هر یک از آن‌ها به‌ترتیب ۱۰۷٬۸۹۴ هکتار (۴۱۶٫۵۸ مایل مربع), ۱۸۲٬۷۵۸ هکتار (۷۰۵٫۶۳ مایل مربع) و ۲۱۱٬۹۷۲ هکتار (۸۱۸٫۴۳ مایل مربع) است. کاربری تجاری آن‌ها ۱۸۴٬۲۰۲ متر مکعب (۶٬۵۰۵٬۰۰۰ فوت مکعب) و کاربری غیرتجاری ۱۲۶٬۱۷۳ متر مکعب (۴٬۴۵۵٬۸۰۰ فوت مکعب) مترمکعب است. حوضه‌های جنگلی ماسوله، قلعه رودخان و آستارا در استان گیلان) و استان اردبیل قرار دارند. در ارتفاعات بالاتر به سمت جنوب، بوم منطقه به استپ جنگلی رشته‌کوه البرز تبدیل می‌شود.
در جنوب‌شرقی جمهوری آذربایجان، بوم‌ناحیه جنگل‌های هیرکانی از جلگه پست لنکران و کوه‌های تالش می‌گذرد.
این بوم‌ناحیه دارای اقلیم نیمه‌حاره‌ای مرطوب در ارتفاعات پایین‌تر و ویژگی‌های اقلیم اقیانوسی در ارتفاعات میانی و اقلیم قاره‌ای مرطوب در مناطق کوهستانی است. در این بوم‌ناحیه، تابستان فصلی مرطوب اما کم بارش است. البرز مرتفع‌ترین رشته‌کوه خاورمیانه است و با بارش‌های کوهستانی و رطوبت نقطه شبنم، بیشتر تبخیر جنوب دریای خزر را به دام می‌اندازد.
میزان بارندگی سالانه از ۹۰۰ میلیمتر (۳۵ اینچ) در شرق تا ۱٬۶۰۰ میلیمتر (۶۳ اینچ) در غرب متغیر است. این مقدار بارش، جنگل‌ها را بسیار سرسبزتر از مناطق بیابانی، نیمه‌بیابانی و استپی هم‌مرز خود تبدیل کرده‌است.

## گیاهان

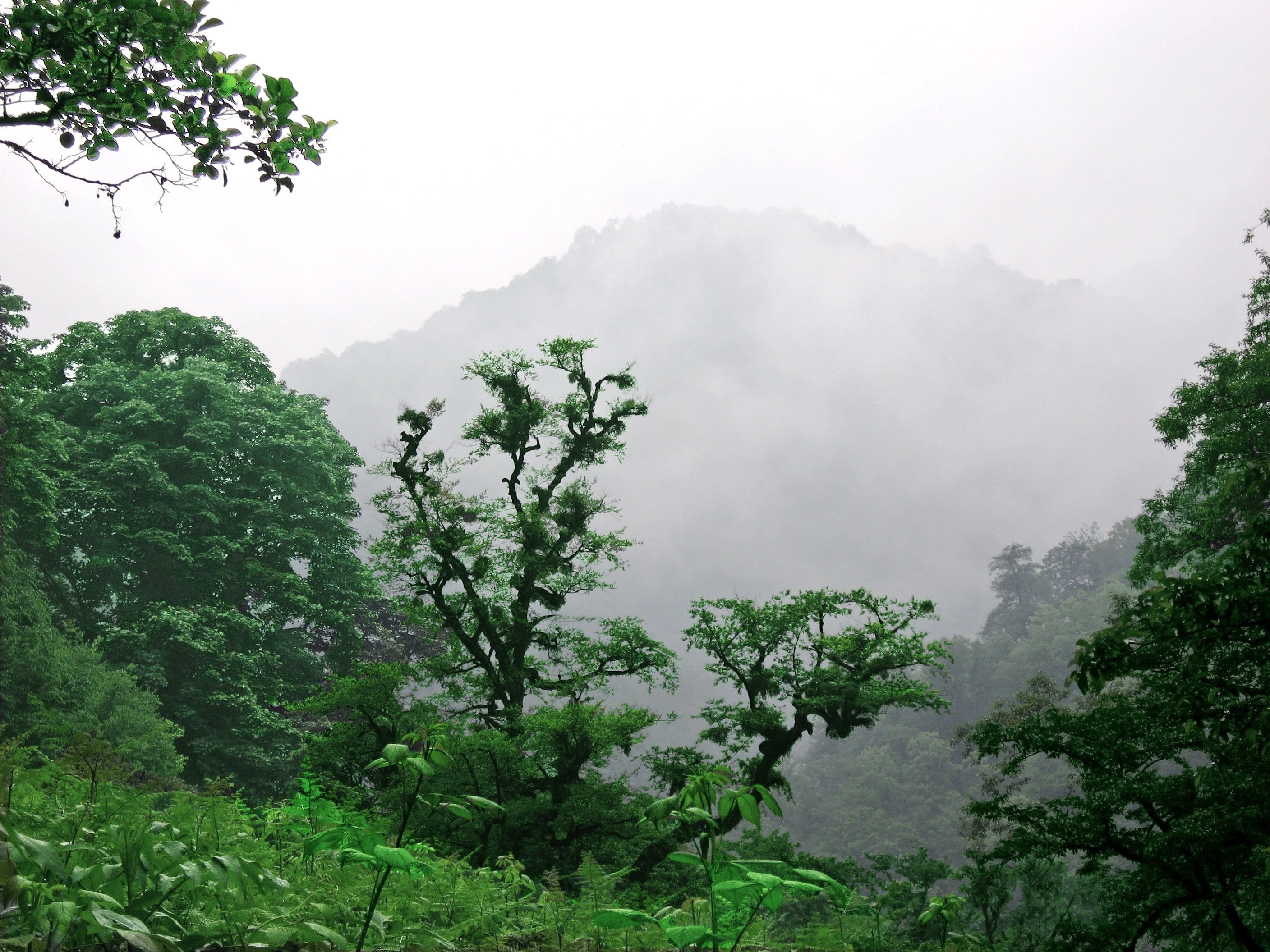
جنگل‌های پهن‌برگ خزان‌دار هیرکانی در استان گیلان، ایران

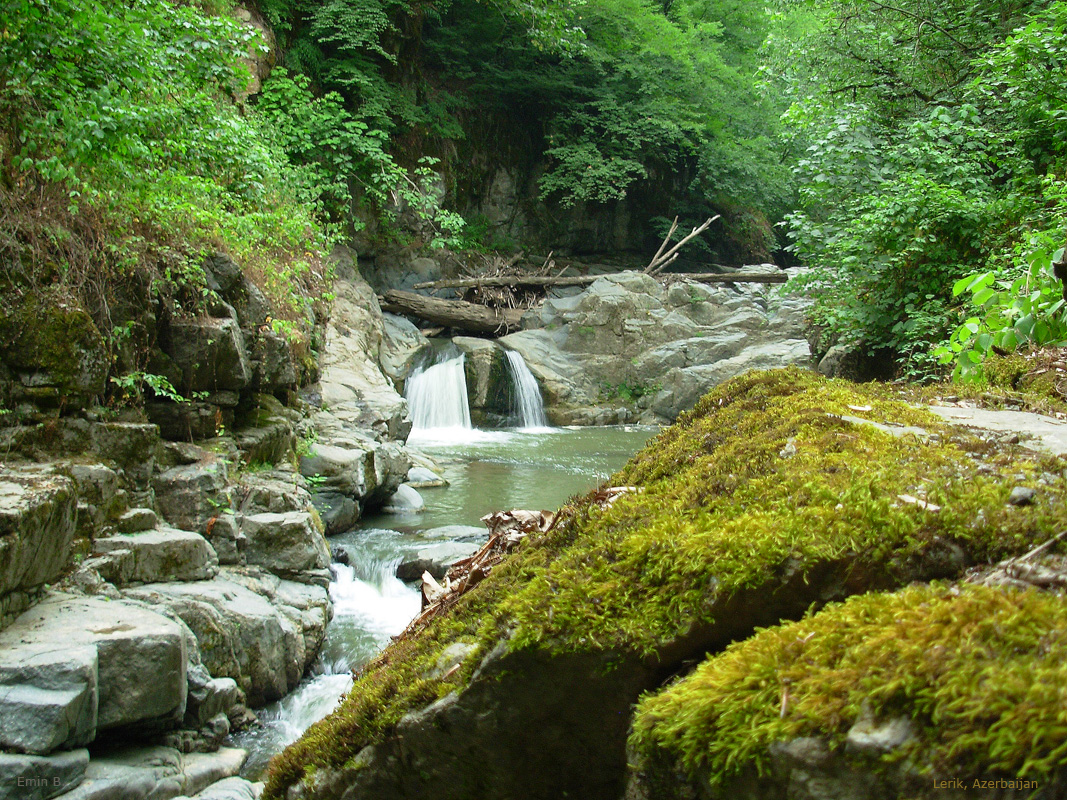
جنگل‌های پهن‌برگ خزان‌دار هیرکانی در شهرستان لریک، جمهوری آذربایجان

بیش از ۳۲۰۰ گونه گیاهی و ۴۴ درصد آوندداران در جنگل‌های هیرکانی زندگی می‌کنند.
پوشش گیاهی جنگلی طبیعی جنگل‌های هیرکانی از نوع پهن‌برگ خزان‌دار معتدله است. ۳۲٫۷ حجم جنگل‌های هیرکانی از راش شرقی تشکیل‌شده و یکی از ویژگی‌های اصلی منطقه کمبود درختان مخروطی است. تنها بقایایی از گونه‌های مخروطی وجود دارد که شامل سرخدار اروپایی، ارس، سرو مدیترانه‌ای و سرو خمره‌ای می‌شود.
دشت‌های ساحلی دریای خزر زمانی پوشیده از بلندمازو، شمشاد جنگلی، توسکای سیاه، توسکای ییلاقی، سپیدار و لرگ بوده‌است، اما این جنگل‌ها تقریباً به‌طور کامل به زمین شهری و کشاورزی تبدیل شده‌اند.
دامنه‌های پایین‌تر کوه‌های تالش و البرز با ارتفاع کمتر از ۷۰۰ متر، پناهگاه جنگل‌های مرطوب متنوع دارای بلندمازو، ممرز اروپایی، انجیلی، درخت آزاد، درخت شب‌خسب و خرمندی به‌همراه درختچه‌هایی مانند خاس، کوله‌خاس گرگانی، شابیزک نوشهری، ازملک و داردوست هستند. چوب آهن ایرانی بومی کوه‌های تالش و شمال ایران است و به‌ویژه توده‌های تقریباً خالص این درخت با شاخه‌های پوشیده از گلسنگ که به هم می‌پیچند و فقط برگ‌های مرده در سایه عمیق کف جنگل، می‌تواند چشمگیر باشد. علاوه بر این، برگ‌های زرد چوب آهن در پاییز به رنگ یاسی کم رنگ تبدیل می‌شوند.
در ارتفاعات متوسط بین ۷۰۰ تا ۱۵۰۰ متر، راش شرقی گونه غالب درختی در این منطقه ابری به صورت خالص و مختلط به‌همراه گونه‌های دیگر سخت‌چوب مانند بلندمازو، آوری، ممرز، لور و شاه‌بلوط شیرین است. از نظر ترکیب گیاگانی، این جنگل‌های راش با جنگل‌های اروپا و با جنگل‌های راش بالکان پیوند دارند. با این حال، شرایط جغرافیایی محلی مانند جهت کوه‌ها و عوامل خاکشناسی زراعی مانند رطوبت و عمق خاک، همه در تعیین ترکیب پوشش گیاهی اهمیت دارند که سبب ایجاد جوامع فرعی مختلف راش می‌شوند.
مناطق کوهستانی بالا و پهنه زیرآلپی با بلوط قفقازی، ممرز شرقی، درختچه‌زارهایی از دیگر گونه‌های درختی بومی مانند لیلکی، پلت، شیردار، ون، ملچ، گیلاس خودرو و نمدار برگ‌درشت مشخص می‌شود.

## جانوران
بیش از ۵۸ گونه پرنده، ۵۸ گونه پستاندار از جمله ببر هیرکانی و پلنگ ایرانی در جنگل‌های هیرکانی زندگی کرده یا می‌کنند. ببر هیرکانی قبل از انقراض، شکارگر مهم این زیست‌بوم بود. از پستانداران بزرگ برجای مانده می‌توان به پلنگ ایرانی/قفقازی، سیاه‌گوش اوراسیایی، خرس قهوه‌ای، گراز، گرگ، شغال طلایی، گربه جنگلی، رودک قفقازی و شنگ اوراسیایی اشاره کرد.
این بوم‌ناحیه اصلی‌ترین منطقه استراحت سبز برای پرندگانی است که بین مرکز و شمال روسیه و آفریقا مهاجرت می‌کنند، بنابراین یک زیستگاه کلیدی برای بسیاری از گونه‌های پرندگان است. پرندگان مهمی که در این بوم‌ناحیه دیده می‌شوند عبارتند از: غاز خاکستری، غاز پیشانی‌سفید بزرگ، زنگوله‌بال، اکراس سیاه، کفچه‌نوک اوراسیایی، حواصیل شب تاج‌سیاه، عروس‌غاز، شاهین بحری، پلیکان خاکستری، گاوچرانک غربی، حواصیل زرد، فلامینگوی بزرگ، اردک سرسفید و کبک دری.

### گونه‌های بوم‌زاد

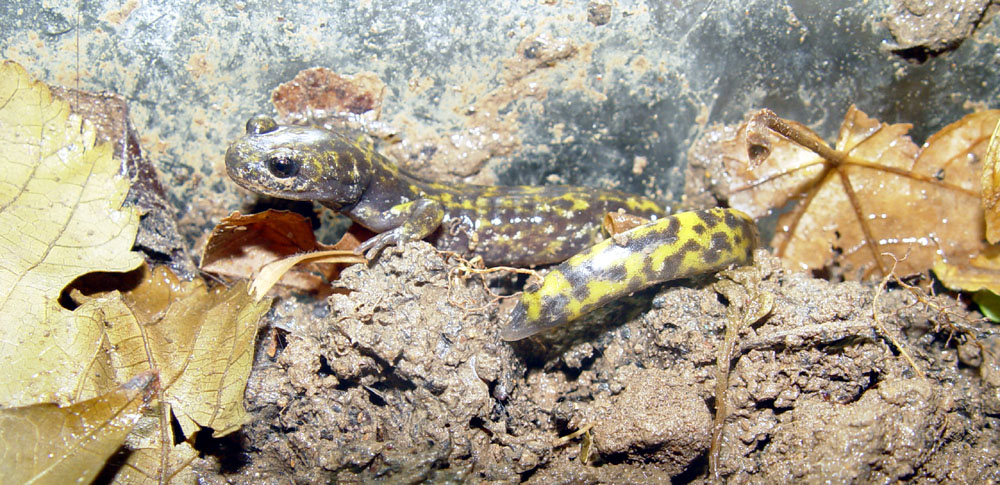
یک سمندر جویباری ایران که فقط در منطقه جنگلی هیرکانی یافت می‌شود.

تصور می‌شود که جنگل‌های هیرکانی به عنوان پناهگاه برای گونه‌های خاص در هنگام تغییر شرایط آب و هوایی عمل کرده‌است. اشگول ایرانی یک گونه بوم‌زاد این منطقه است و گمان می‌رود که در تغییرات آب و هوایی اواسط میوسن که منجر به تکه‌تکه شدن جمعیت اجدادی آن شد، با یکی از این قطعات جمعیتی که در این جنگل‌ها زنده مانده و به گونه ای جدید تبدیل شده، تکامل یافته‌است. خفاش مایوتیس هیرکانی نیز یک گونه بوم‌زاد دیگر در این منطقه است. این منطقه همچنین به حفظ یک اصل و نسب منحصر به فرد از حشره‌خوار دورنگ معروف است که حدود یک میلیون سال پیش و در اواسط پلیستوسن از اجداد دیگر جدا شد. سمندر جویباری ایران، سمندر آبی بومی مناطق پر بارش جنگل هیرکانی است. این سمندر در درجه اول برای لاروهای آبزی خود که در نهرهای دائمی با پوشش جنگلی زندگی می‌کنند شناخته شده‌است. این گونه چندان مورد مطالعه قرار نگرفته‌است و تعداد بسیار کمی سمندر بالغ تا کنون یافت شده‌است. این گونه به دلیل قطع درختان، توسعه کشاورزی و گسترش شهری در معرض خطر از بین رفتن زیستگاه است.

## فاجعه نابودی بافت هیرکانی
در چند دهه گذشته، تصرف غیرقانونی بافت هیرکانی، ویلاسازی سبک رومی، ساخت‌وساز و توسعه سریع عمرانی، توسعه ناپایدار گردشگری، کمپ غیرقانونی، تورهای آفرود غیرقانونی، چرای بی‌رویه دام، قاچاق خاک و آتش‌سوزی باعث تخریب جنگل‌های هیرکانی و از دست رفتن تنوع گیاهی و جانوری آن شده‌است. سازمان حفاظت محیط زیست ایران و برنامه عمران ملل متحد یک برنامه مشترک پنج‌ساله را برای حفظ تنوع زیستی این جنگل‌ها آغاز کرده‌اند. بر اساس تحقیقات صورت گرفته توسط علی جهانی استاد محیط زیست پژوهشکده محیط زیست و توسعه پایدار سازمان حفاظت محیط زیست ایران، طوفانها و بادهای بالاتر از ۱۰۰ کیلومتر بر ساعت یکی از عوامل طبیعی تخریب جنگلهای هیرکانی در مناطقی است که تحت بهره‌برداری چوب قرار گرفته‌اند و این تخریب با کاهش میانگین ارتفاع و تراکم درختان توده جنگلی افزایش می‌یابد.

### پرونده تصرف ۵۶۰۰ هکتاری جنگل‌های هیرکانی
در مرداد ۱۳۹۹ خبر تصرف ۵۶۰۰ هکتاری جنگل‌های هیرکانی منتشر شد. فردی با استناد به سندی که گفته می‌شود به دوره قاجار بازمی‌گردد، مالک بخش وسیعی از جنگل‌های بکر کشور در روستای آق مشهد ساری شده‌است و از سازمان جنگل‌ها مجوز قطع درخت می‌خواهد. مدیرکل دفتر حقوقی سازمان جنگل‌ها می‌گوید که مالکیت برای جنگل خلاف فقه، شرع و قانون است و ما از رئیس قوه قضاییه می‌خواهیم که به این پرونده ورود کنند.
سازمان جنگل‌ها با استناد به قانون ملی شدن جنگل‌ها و مراتع کشور که در سال ۱۳۴۱ تصویب شده‌است، جنگل‌های مورد مناقشه در آق‌مشهد ساری را برابر مقررات به عنوان اراضی ملی اعلام کرده بود.

### قطع چهارهزار اصله نهال و درخت جنگل الیمالات
در آخرین روزهای بهمن ماه ۱۴۰۲ حدود یک و نیم هکتار از عرصه‌های جنگلی منطقه الیمالات شهرستان نور به بهانه ایجاد پارکینگ برای طرح گردشگری قطع و به گفته برخی منابع آگاه، در این عملیات حدود چهار هزار اصله درخت و نهال جنگلی از بین رفته‌است.
به گفته شماری از بومیان منطقه این تعداد درختان جنگل هیرکانی واقع در غرب مازندران با هدف ایجاد جاده دسترسی و توقفگاه خودروی طرح گردشگری سد الیمالات قطع شده‌است.

## مناطق حفاظت‌شده
تنوع و بومی بودن گونه‌ها، جنگل‌های هیرکانی خزری را به یک منطقه منحصر به فرد برای حفاظت از گونه‌ها تبدیل کرده‌است. زیستگاه‌های این بوم‌ناحیه با تبدیل به مزارع چای، سبزیجات، میوه و تاک، جنگل‌داری ناپایدار و شکار غیرقانونی تهدید می‌شوند.

### در ایران
مناطق حفاظت‌شده جنگل‌های هیرکانی در ایران عبارتند از:
- پارک ملی گلستان
- منطقه حفاظت‌شده جهان‌نما
- منطقه حفاظت‌شده البرز مرکزی
- منطقه حفاظت‌شده لیسار
- منطقه حفاظت‌شده سیاه‌کشیم
- پناهگاه حیات وحش دودانگه و چهاردانگه
- منطقه حفاظت‌شده پرور
- پناهگاه حیات وحش سمسکنده
- شبه‌جزیره میانکاله
- پناهگاه حیات وحش دشت ناز
- پناهگاه حیات وحش سلکه
- منطقه حفاظت‌شده خشکه‌داران
- قسمت‌های زیادی از منطقه هزارجریب نکا
- جنگل فندقلو در استان اردبیل

### در جمهوری آذربایجان
مناطق حفاظت‌شده جنگل‌های هیرکانی در آذربایجان عبارتند از:
- پارک ملی آب‌شوران[۲۵]
- ذخیره‌گاه دولتی قزل‌آغاج – ۸۸٫۴ کیلومتر مربع (۳۴٫۱ مایل مربع)
- پارک ملی هیرکان – ۴۲۷٫۹۷ کیلومتر مربع (۱۶۵٫۲۴ مایل مربع)

## نگارخانه

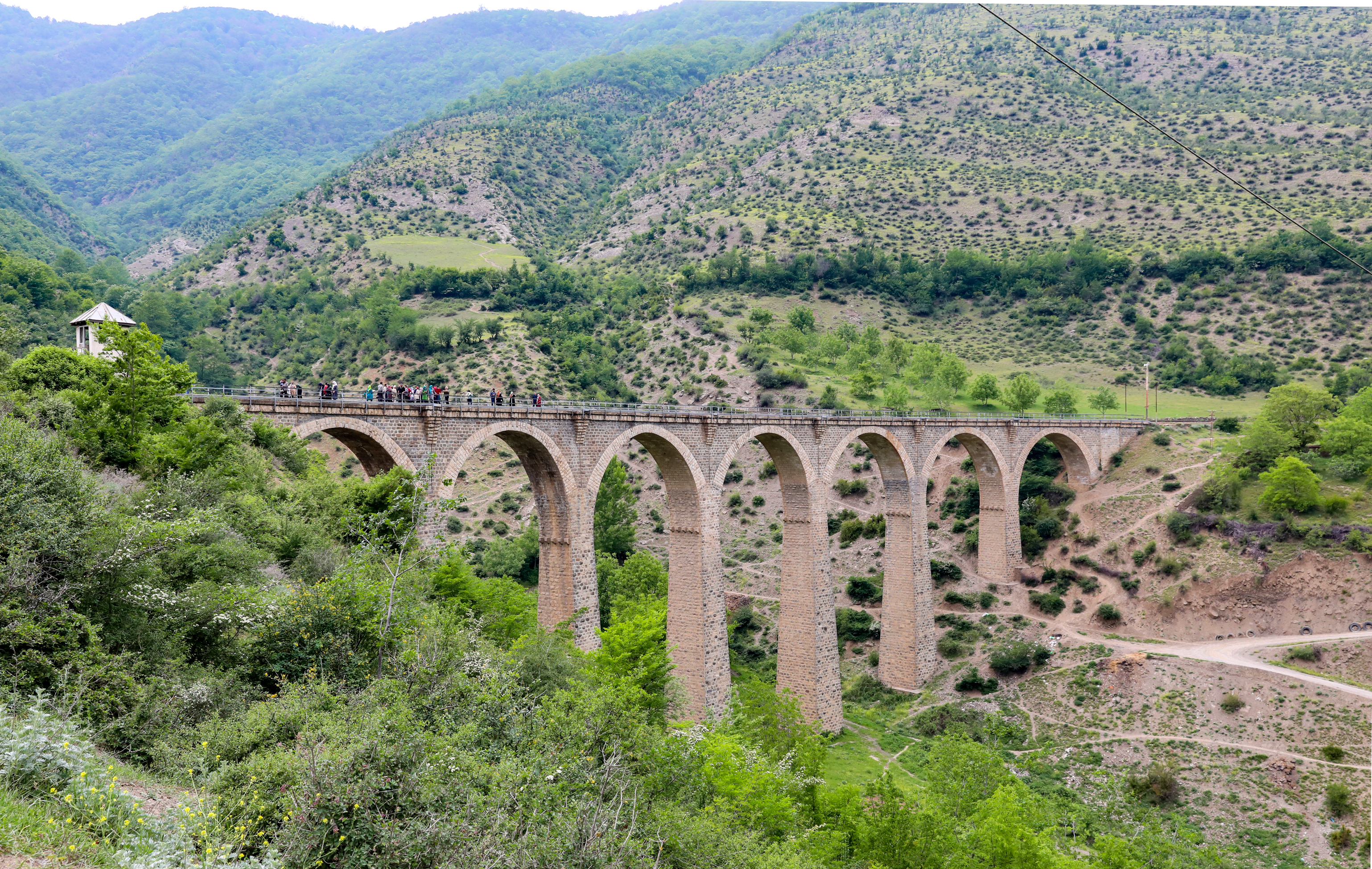
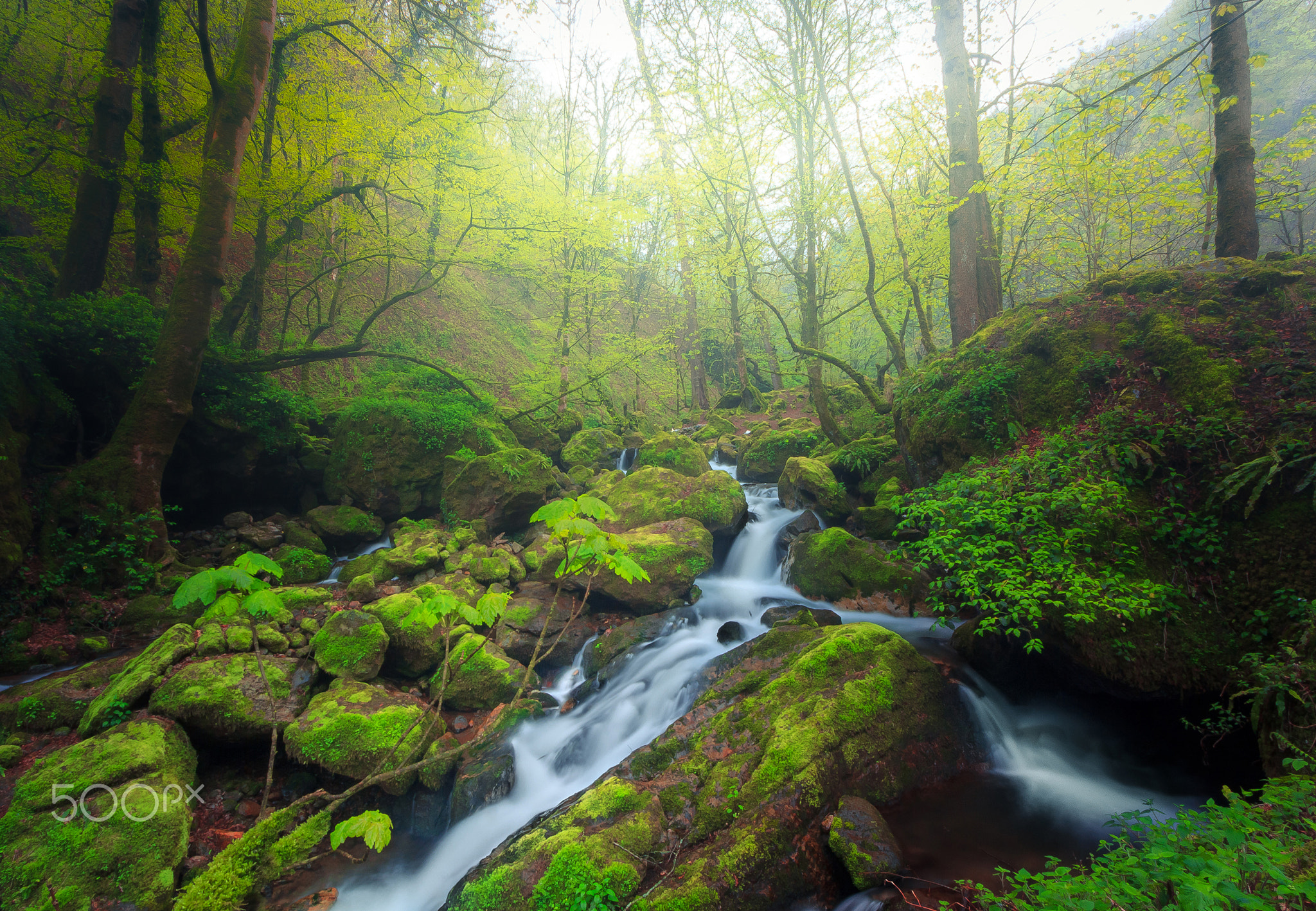
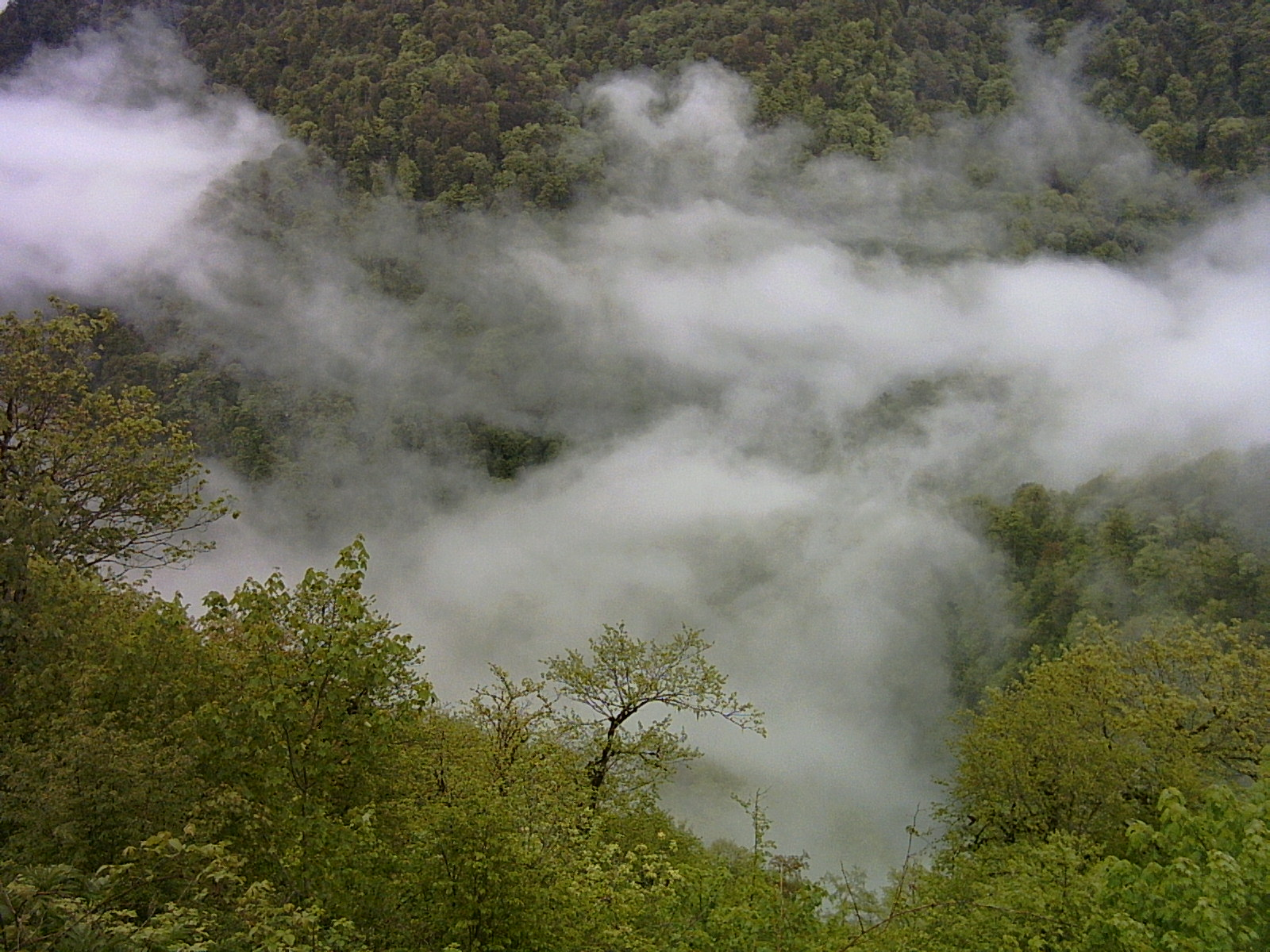
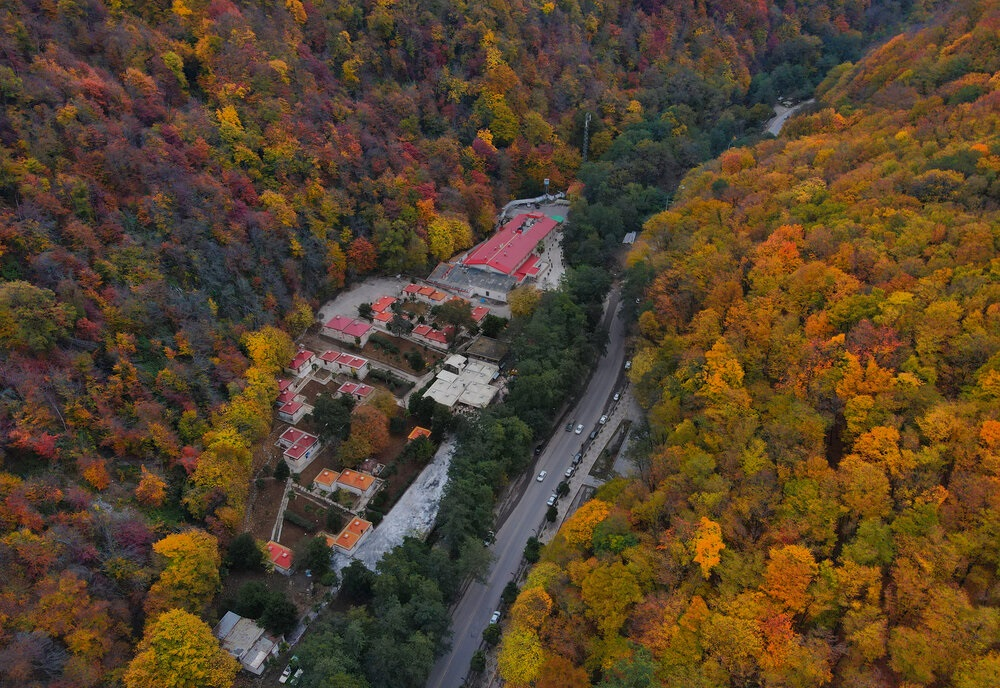
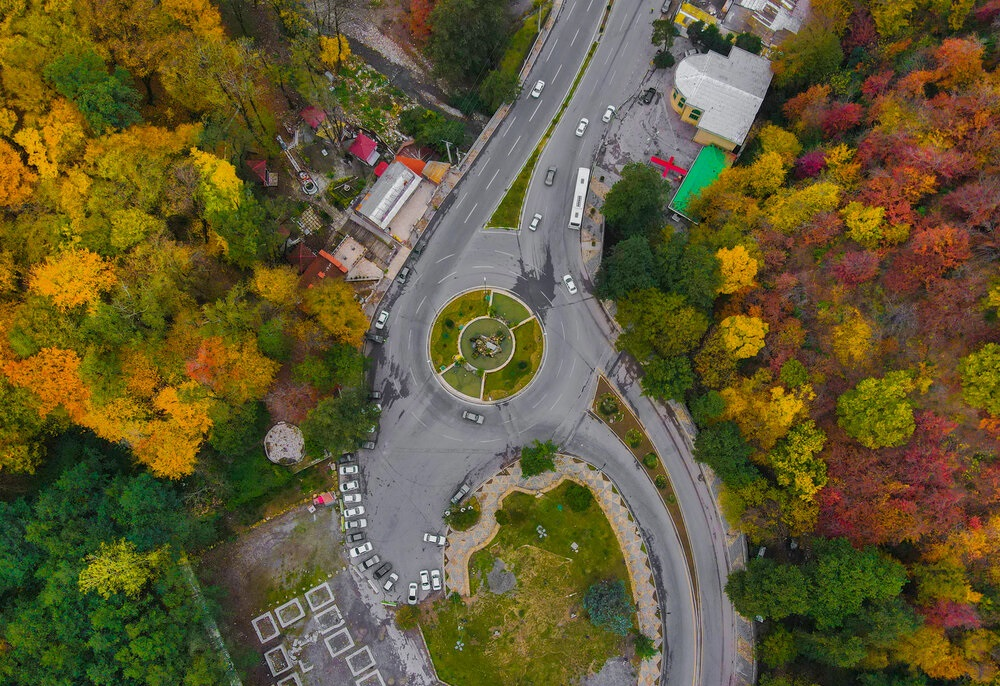
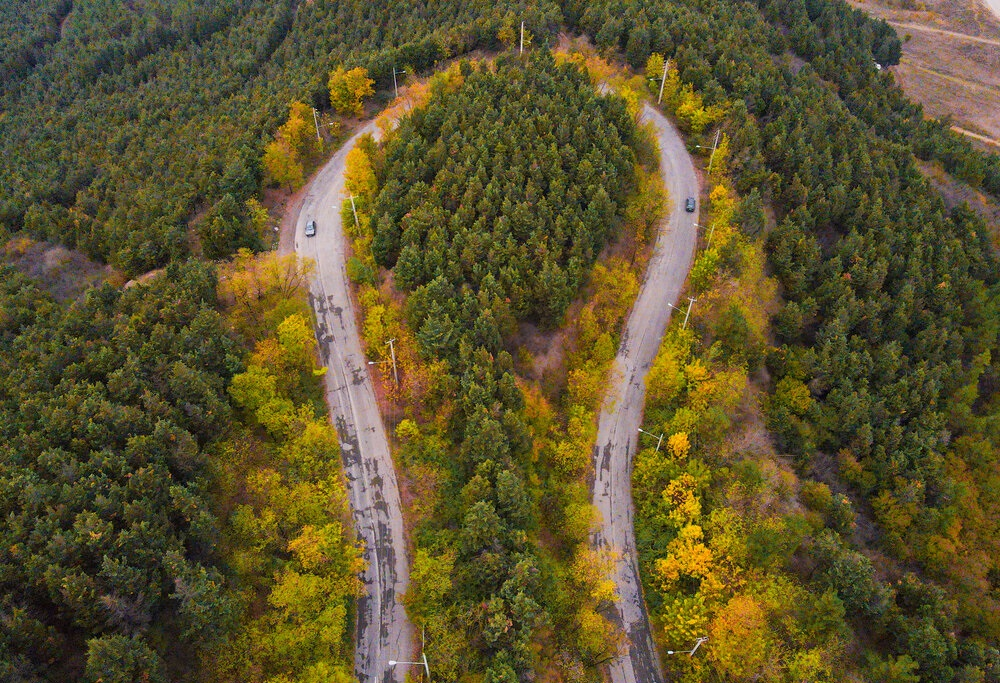
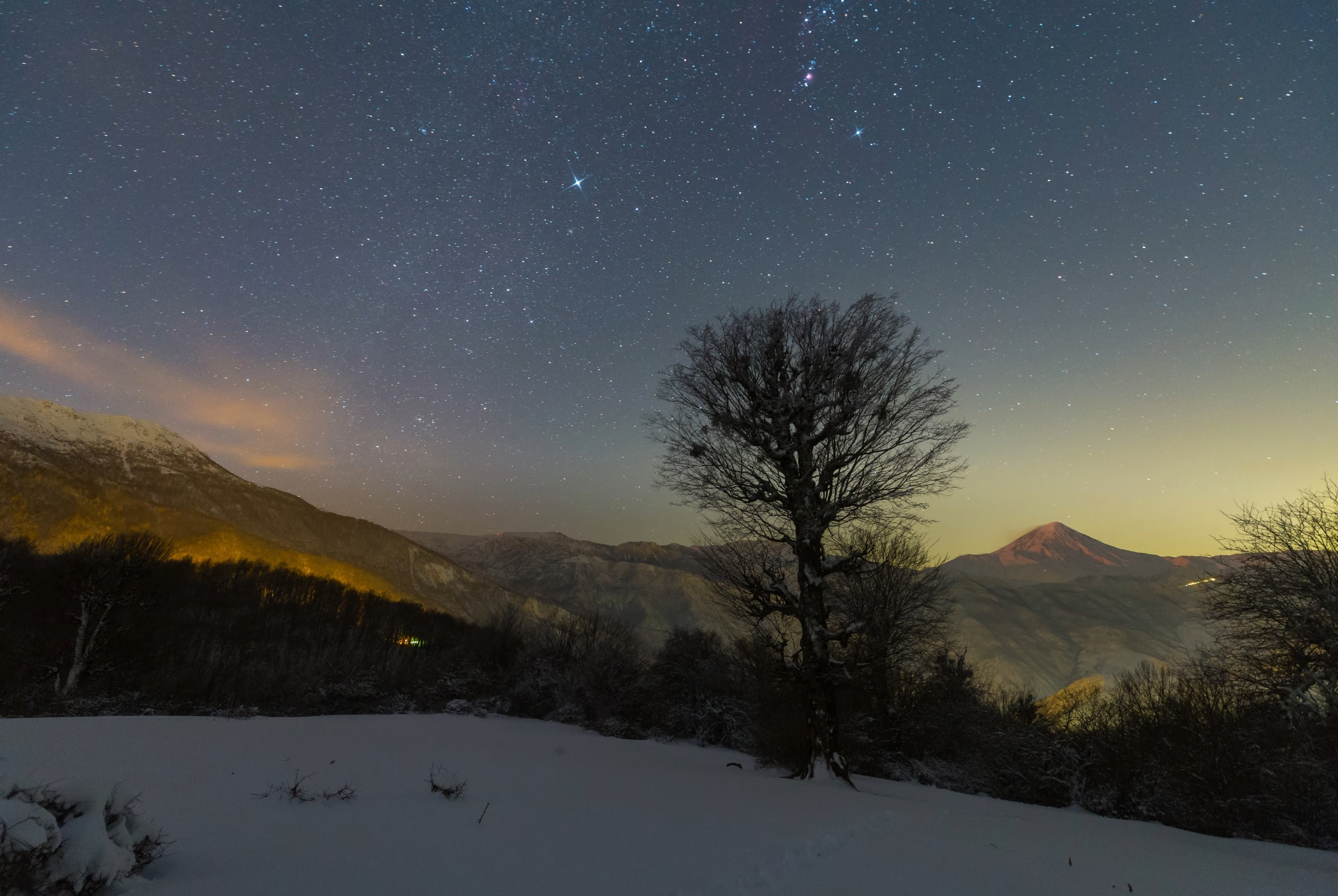
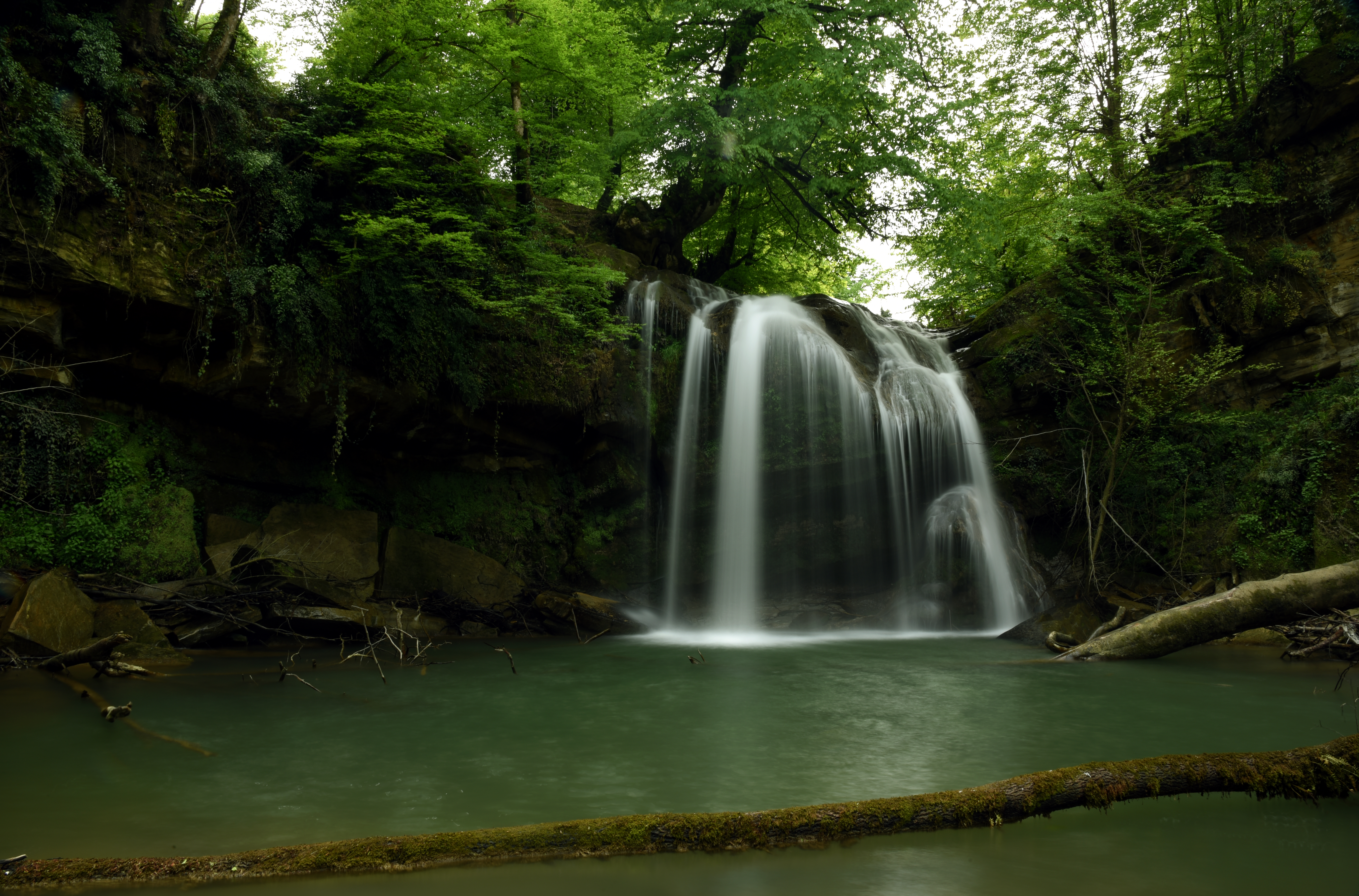
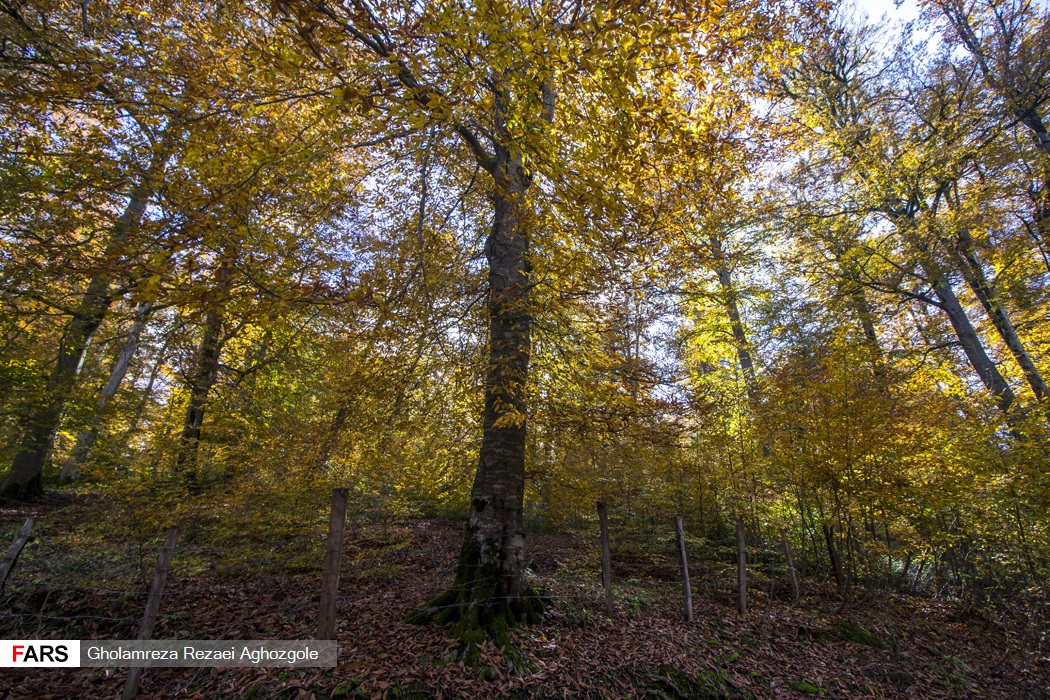
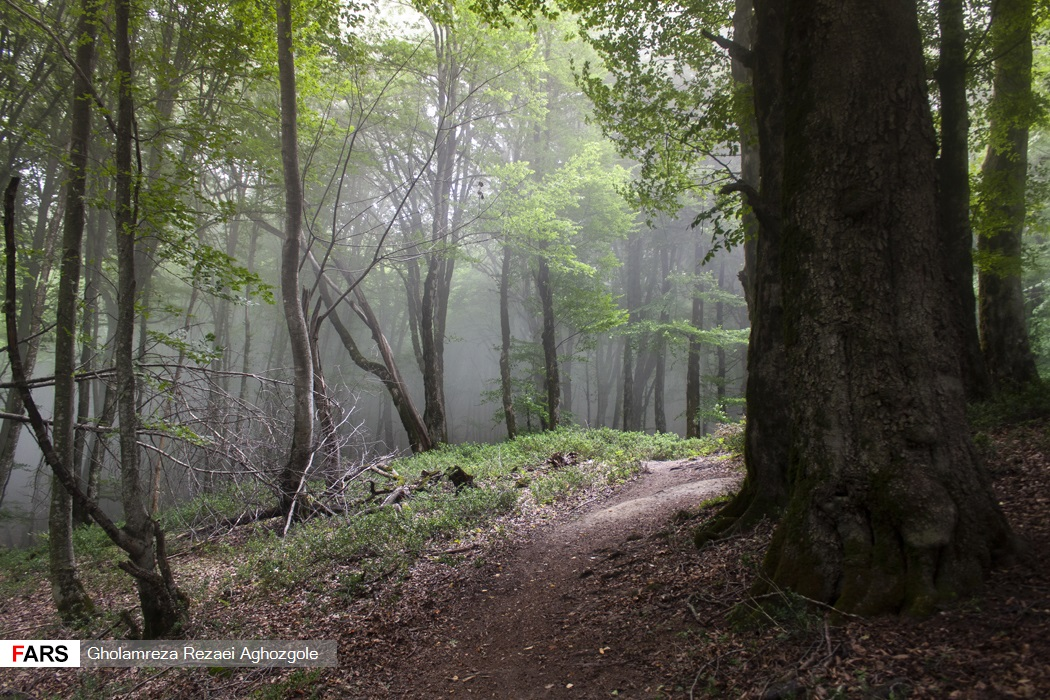
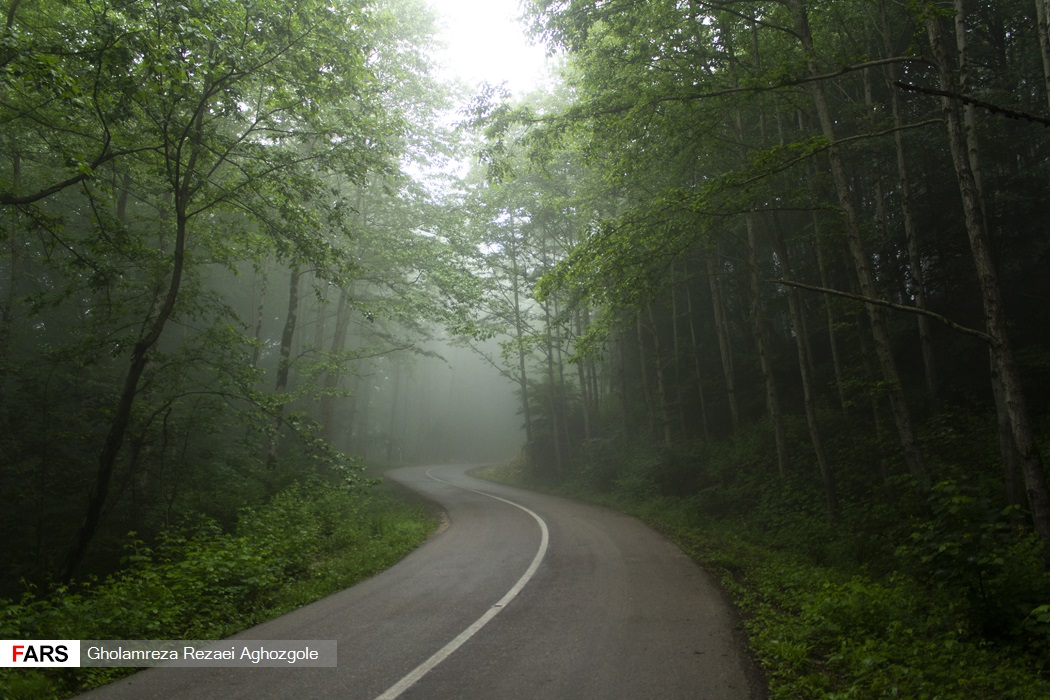
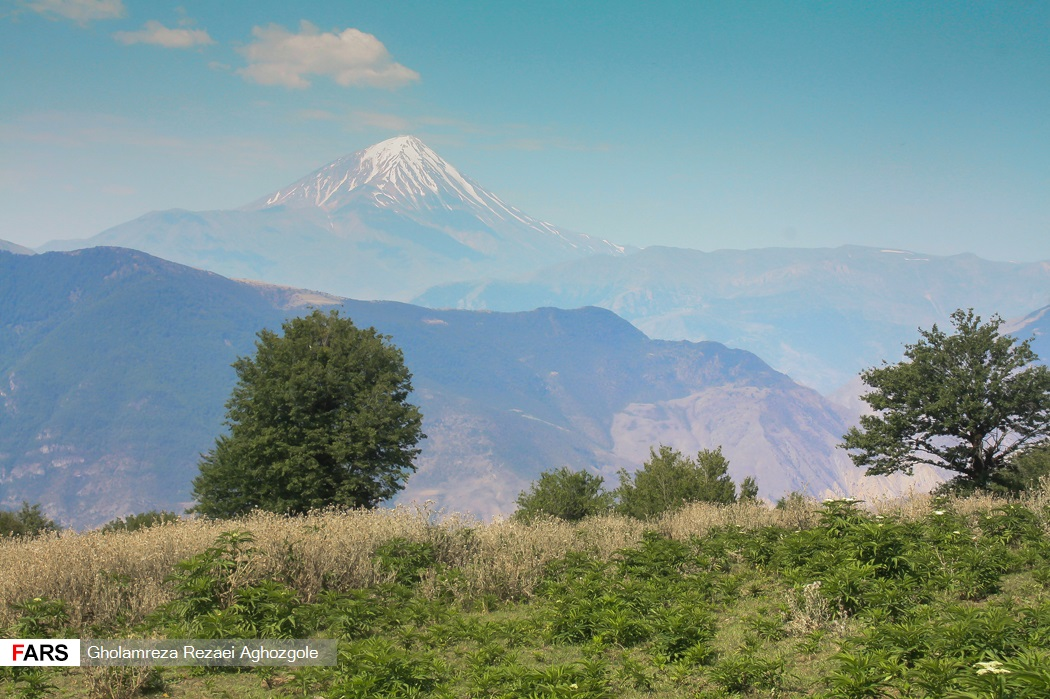
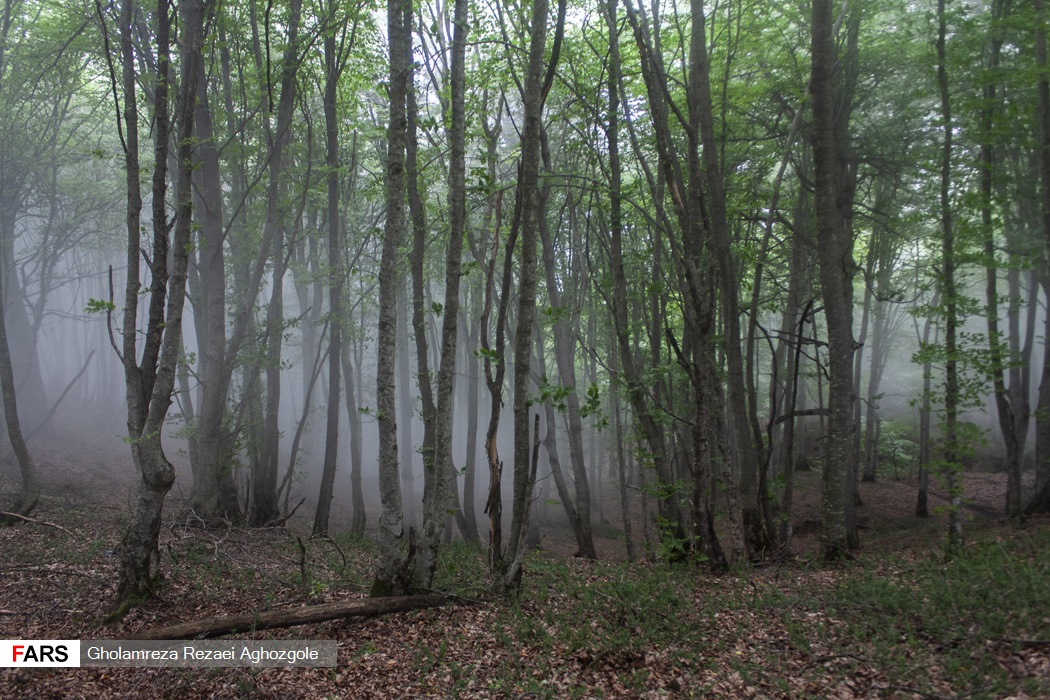
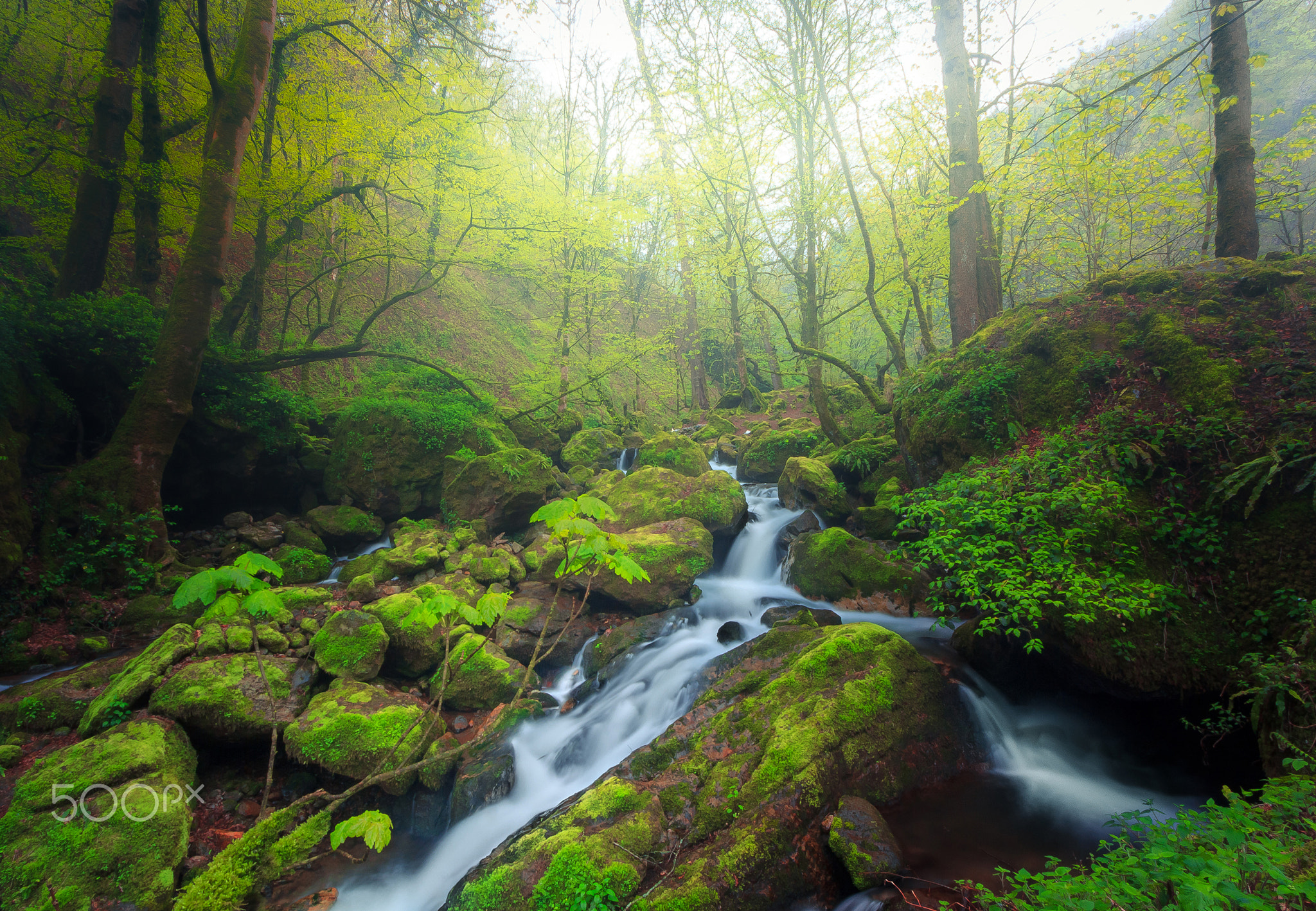
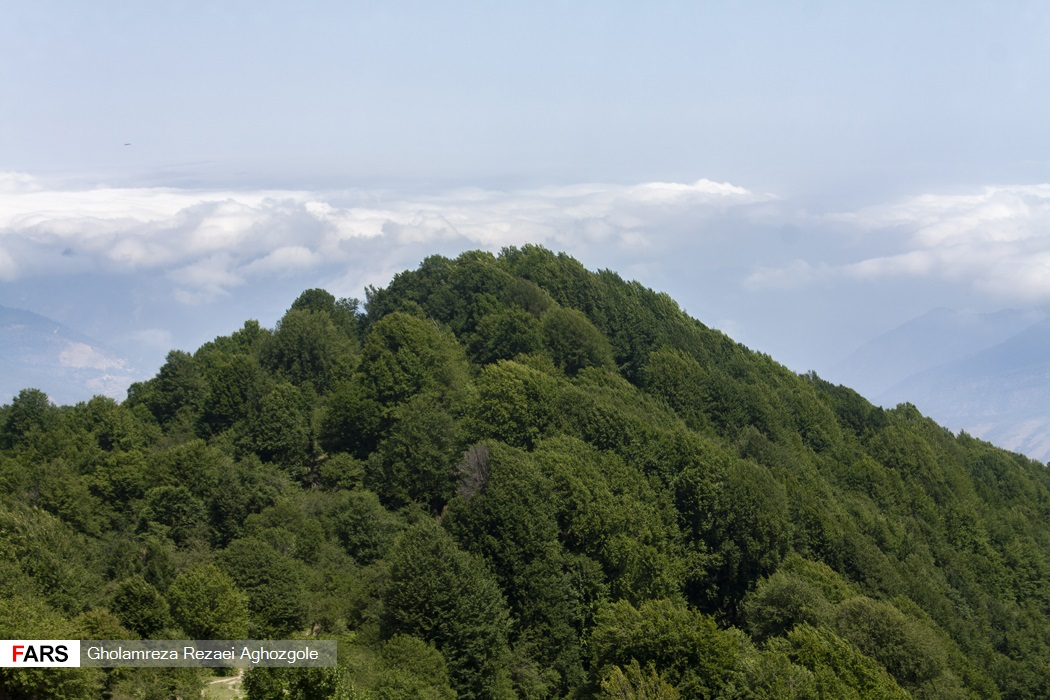
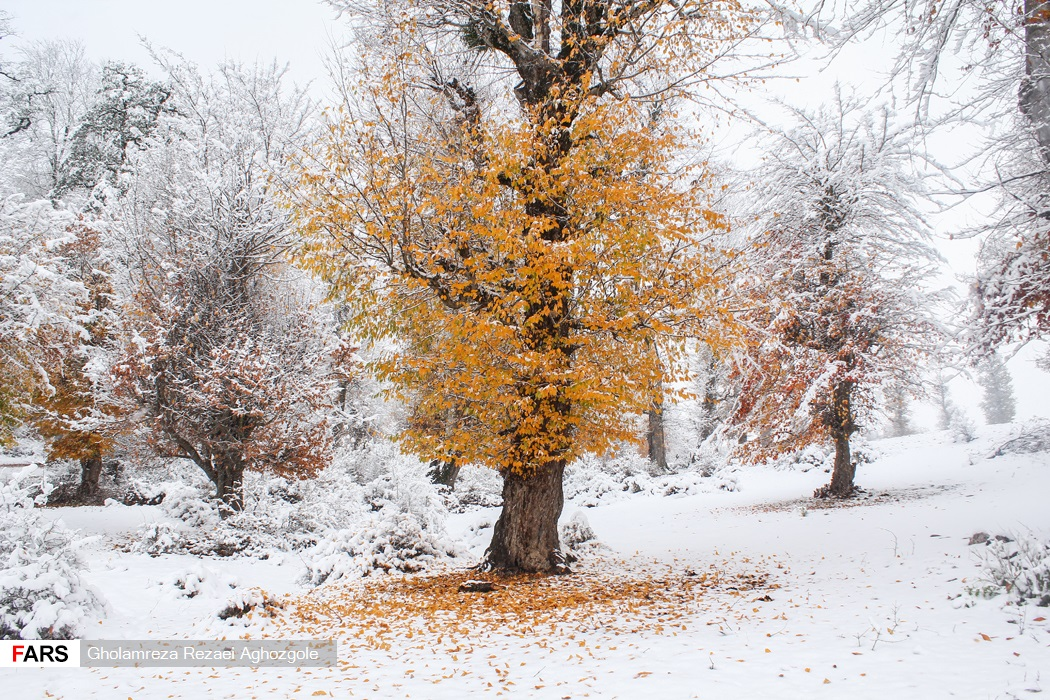
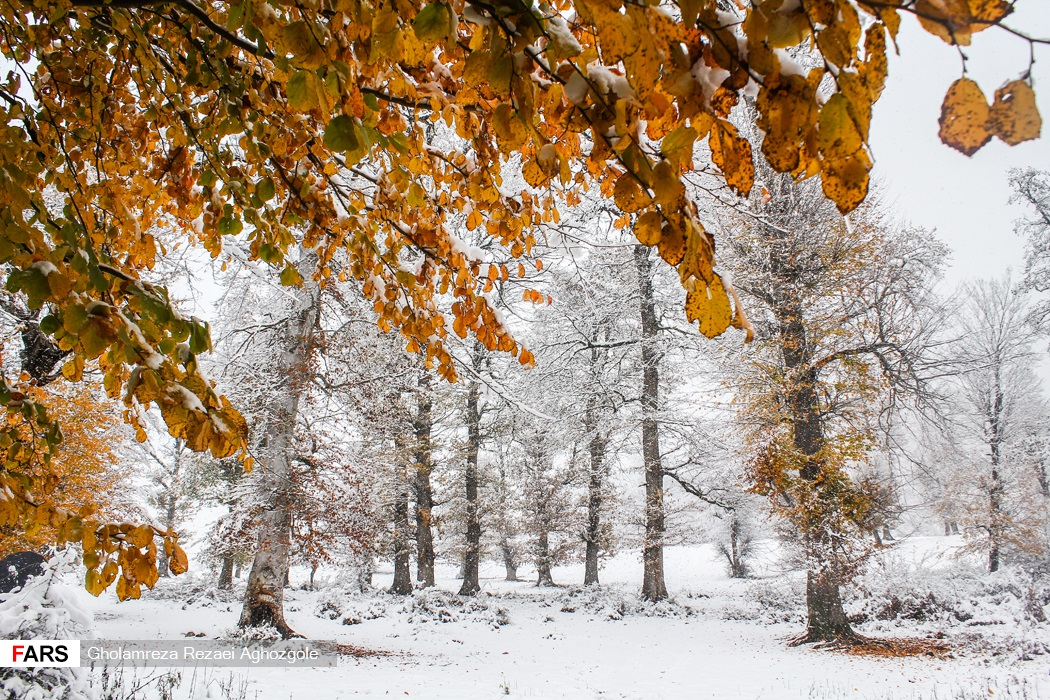
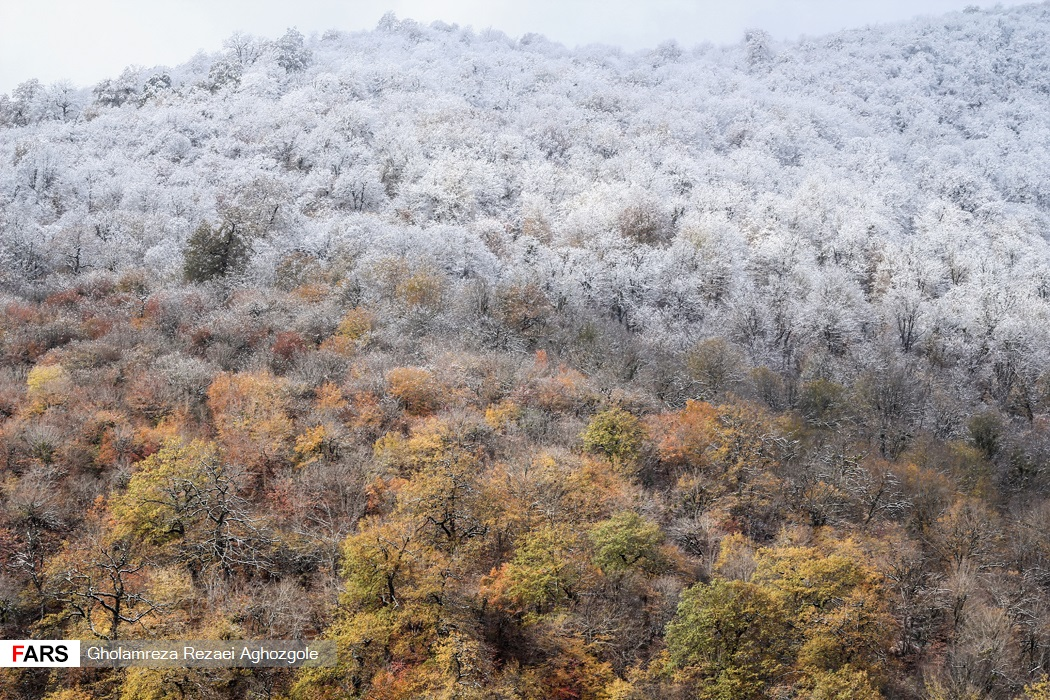
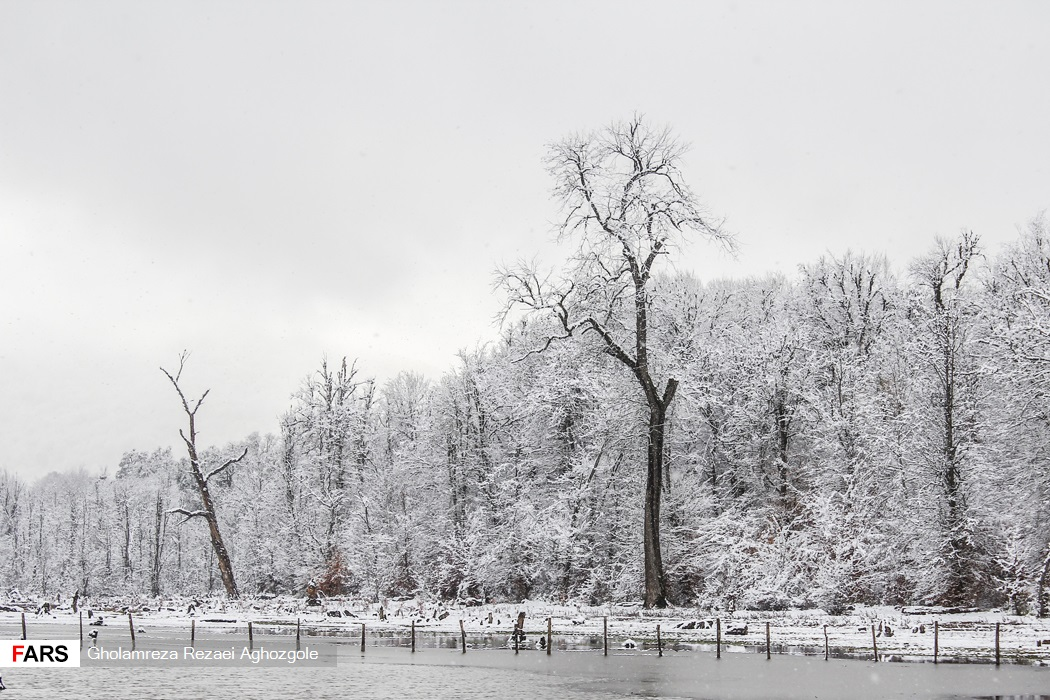
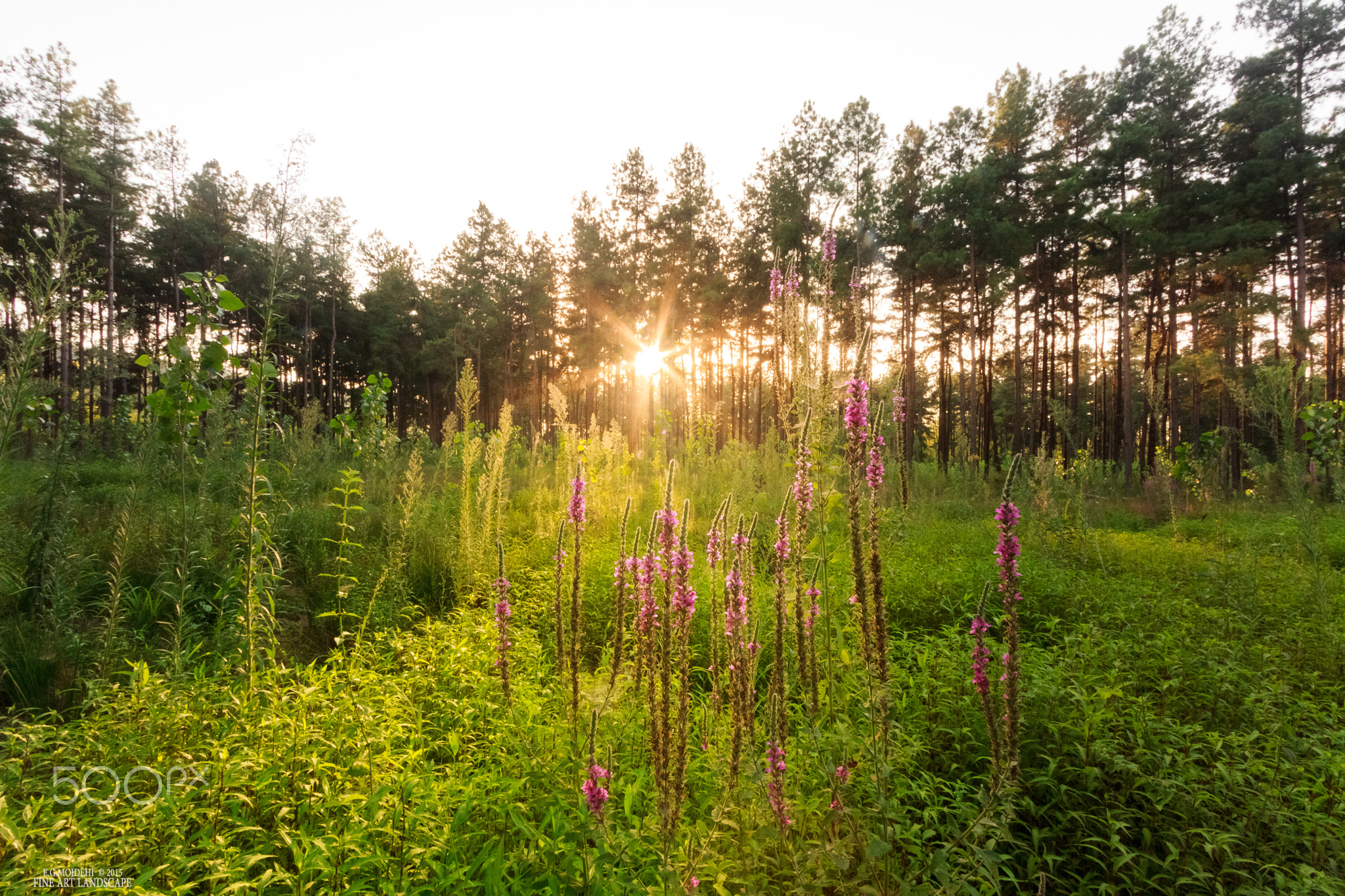
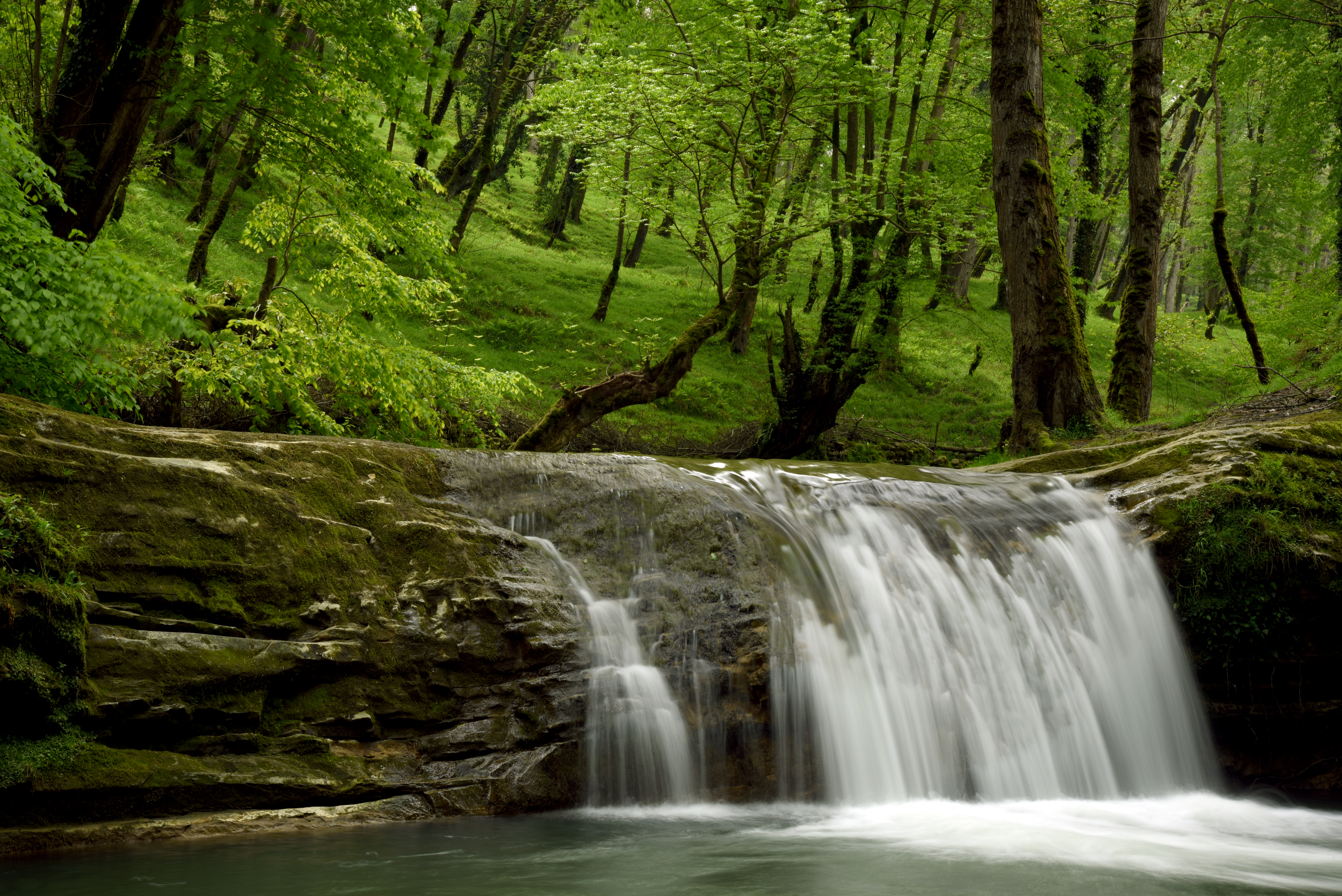
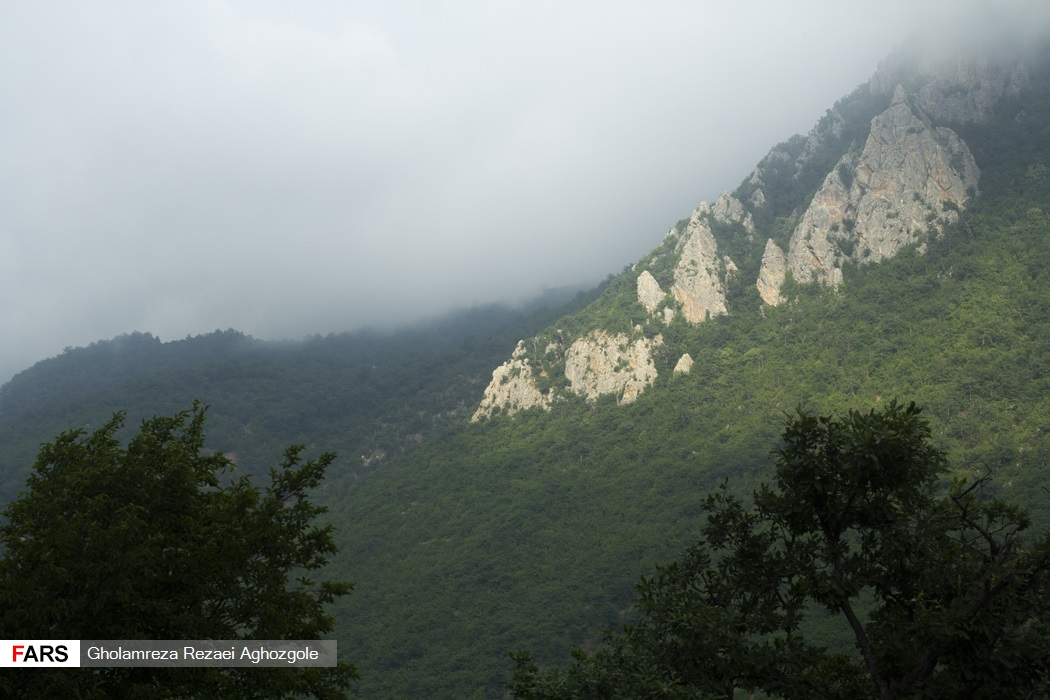
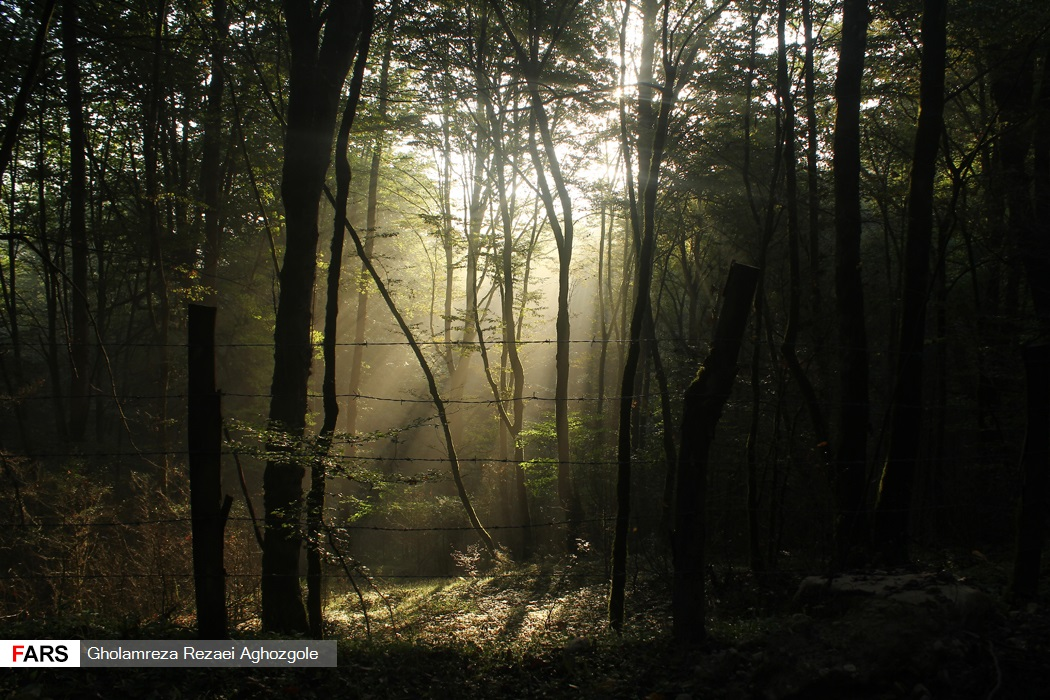